# 극장판 체인소 맨: 레제편
《극장판 체인소 맨: 레제편》(일본어: 劇場版 チェンソーマン レゼ篇 게키조반 첸소 만 레제헨[*])은 후지모토 타츠키의 일본 만화 시리즈 《체인소 맨》을 원작으로 한 애니메이션 다크 판타지 액션 영화이다.
이 영화는 애니메이션 TV 시리즈의 첫 번째 시즌에 대한 직접적인 속편이다. 이 영화는 MAPPA에서 제작하고 요시하라 타츠야가 감독하며 세코 히로시가 각본을 맡았다.
극장판 체인소 맨: 레제편은 2025년 9월 19일 도호를 통해 일본에서 개봉될 예정이다. 이 영화는 또한 소니 픽처스 릴리싱을 통해 컬럼비아 픽처스에 의해 국제적으로도 개봉될 예정이다.

## 줄거리
덴지는 악마의 심장을 가진 소년인 "체인소 맨"이 되어 특수 4과의 악마 사냥꾼이 된다. 꿈에 그리던 여자 마키마와 데이트 후, 덴지는 비를 피해 숨는다. 그곳에서 그는 카페에서 일하는 레제라는 소녀를 만난다.

## 캐스트
| 등장인물                                            | 일본어          |
| --------------------------------------------------- | --------------- |
| 덴지 (デンジ)                                       | 토야 키쿠노스케 |
| 레제 (レゼ)                                         | 우에다 레이나   |
| 파워 (パワー, Pawā)                                 | 파이루즈 아이   |
| 마키마 (マキマ)                                     | 쿠스노키 토모리 |
| 하야카와 아키 (早川アキ, Hayakawa Aki)              | 사카타 쇼고     |
| 포치타 (ポチタ)                                     | 이자와 시오리   |
| 히가시야마 코베니 (東山 コベニ, Higashiyama Kobeni) | 타카하시 카린   |
| 천사의 악마 (天使の悪魔, Tenshi no Akuma)           | 우치다 마아야   |
| 빔 (ビーム, Bīmu)                                   | 하나에 나츠키   |
| 폭력의 마인 (暴力の魔人, Bōryoku no Majin)          | 우치다 유야     |

## 제작
2023년 12월 17일, 점프 페스타 '24 행사에서 《극장판 체인소 맨: 레제편》(劇場版 チェンソーマン レゼ篇 게키조반 첸소 만 레제헨[*])이라는 애니메이션 영화가 발표되었다. 이 영화는 2024년 12월 22일 점프 페스타 '25 행사에서 2025년 일본 개봉 및 도호의 배급을 위해 다시 발표되었다.
제작진은 애니메이션 시리즈에서 그대로 돌아오며, 요시하라 타츠야가 감독을 맡을 예정이다.

## 음악
우시오 켄스케는 애니메이션 시리즈에서 돌아와 영화의 음악을 작곡했다. 요네즈 켄시는 영화의 주제가 〈IRIS OUT〉을 불렀고, 엔딩 주제가는 요네즈와 우타다 히카루가 부른 〈JANE DOE〉이다. 요네즈는 이전에 애니메이션 첫 번째 시즌의 오프닝 주제가 〈KICK BACK〉을 제공한 후 이 프랜차이즈에 다시 참여하게 되었다.

## 개봉
이 영화는 2025년 9월 19일 도호를 통해 일본에서 극장 개봉될 예정이다. 이 영화는 컬럼비아 픽처스를 통해 소니 픽처스 릴리싱에 의해 전 세계적으로 개봉될 예정이며, 2025년 9월 24일부터 80개 이상의 국가 극장에서, 10월 29일에는 미국에서 프리미어 상영될 예정이다.

### 내용주
1. ↑  소니 픽처스 릴리싱을 통해

### 참조주
1. ↑  “STAFF/CAST”. 《chainsawman.dog/movie_reze》 (일본어). 2025년 1월 8일에 원본 문서에서 보존된 문서. 2025년 1월 8일에 확인함.
2. ↑  Hodgkins, Crystalyn (2023년 12월 17일). “Chainsaw Man Anime Gets 'Reze Arc' Film”. 《애니메 뉴스 네트워크》. 2023년 12월 17일에 원본 문서에서 보존된 문서. 2023년 12월 17일에 확인함.
3. ↑  Hodgkins, Crystalyn (2024년 12월 21일). “Chainsaw Man – The Movie: Reze Arc Anime Reveals 2025 Debut in New Trailer”. 《애니메 뉴스 네트워크》. 2024년 12월 22일에 원본 문서에서 보존된 문서. 2024년 12월 22일에 확인함.
4. 1 2  【イベントレポート】「チェンソーマン」藤本タツキが"悪魔の悪魔"の存在について意味深に明言控える. 《코믹 나탈리》 (일본어). Natasha, Inc. 2024년 12월 22일. 2025년 1월 3일에 원본 문서에서 보존된 문서. 2025년 1월 3일에 확인함.
5. ↑  Kajiwara (2025년 8월 13일). “米津玄師 × 宇多田ヒカル、コラボ曲「JANE DOE」が劇場版『チェンソーマン レゼ篇』エンディングテーマに決定”. 《Barks》 (일본어). 2025년 8월 13일에 확인함.
6. ↑  Hodgkins, Crystalyn (2025년 7월 3일). “Chainsaw Man – The Movie: Reze Arc Anime Reveals Kenshi Yonezu's Theme Song in Trailer”. 《애니메 뉴스 네트워크》. 2025년 7월 4일에 원본 문서에서 보존된 문서. 2025년 7월 4일에 확인함.
7. ↑  東宝が2025年の作品ラインナップを発表「アニメーションが充実」、細田守の新作など. 《에이가 나탈리》 (일본어). Natasha, Inc. 2024년 12월 23일. 2025년 1월 3일에 원본 문서에서 보존된 문서. 2025년 1월 3일에 확인함.
8. ↑  Cayanan, Joanna (2025년 3월 23일). “Chainsaw Man – The Movie: Reze Arc Anime Announces September 19 Debut”. 《애니메 뉴스 네트워크》. 2025년 3월 23일에 원본 문서에서 보존된 문서. 2025년 3월 23일에 확인함.
9. ↑  Pineda, Rafael Antonio (2025년 3월 31일). “Chainsaw Man – The Movie: Reze Arc Opens in the U.S. on October 29”. 《애니메 뉴스 네트워크》. 2025년 4월 2일에 원본 문서에서 보존된 문서. 2025년 4월 2일에 확인함.